# Phillipsburg (Georgia)
Phillipsburg is een plaats (census-designated place) in de Amerikaanse staat Georgia, en valt bestuurlijk gezien onder Tift County.

## Demografie
Bij de volkstelling in 2000 werd het aantal inwoners vastgesteld op 887.

## Geografie
Volgens het United States Census Bureau beslaat de plaats een oppervlakte van
0,8 km², geheel bestaande uit land.

## Plaatsen in de nabije omgeving
De onderstaande figuur toont nabijgelegen plaatsen in een straal van 20 km rond Phillipsburg.